# Krimska Narodna Republika
Krimska Narodna Republika (krimskotatarski jezik: Qırım Halq Cumhuriyeti; ruski: Крымская народная республика) bila je kratkotrajna nezavisna država koja je postojala na području Krima krajem 1917. i početkom 1918. godine. 
Nastala je u kaosu nakon Oktobarske revolucije, odnosno raspada bivšeg Ruskoga Carstva. Osnovali su je 26. studenoga 1917. predstavnici skupštine krimskih muslimana, odnosno krimskotatarskog Kurultaja na čelu s muftijom Nomanom Çelebicihanom, proglasivši Krim nezavisnom državom. 
Nova je država stupila u kontakt s Centralnom radom Ukrajine te su se Krimska Narodna Republika i novoosnovana Ukrajinska Narodna Republika međusobno priznale. Nova se vlast, međutim, usprkos deklaraciji o jednakosti svih građana, gotovo u potpunosti oslanjala na Krimske Tatare, koji su i tada činili manjinu krimskog stanovništva. Nasuprot tome, glavno središte Sevastopolj već je tada bio snažno uporište pristaša Oktobarske revolucije, odnosno boljševika i anarhista koji su uživali podršku među mornarima Crnomorske flote. 
Dana, 24. siječnja 1918. snage Krimske Tatarske Republike krenule su u pokušaj osvajanja Sevastopolja, ali su u sljedeća dva dana poražene, a što je boljševicima omogućilo da vrlo brzo zauzmu cijeli poluotok. Çelebicihan je bio zarobljen i ubrzo nakon toga strijeljan, a boljševici su na Krimu osnovali Sovjetsku Socijalističku Republiku Tauridu. I ona je, međutim, bila kratkog vijeka, jer su za samo tri mjeseca njemačke trupe zauzele poluotok i formirale tzv. Krimsku zemaljsku vladu.